# أندرياس داهلن
أندرياس داهلن (بالسويدية: Andreas Dahlén) مواليد 11 ديسمبر 1982 في يفله، هو لاعب كرة قدم سويدي. يلعب كمدافع.

## المسيرة الاحترافية

### أندية لعب لها
- غيفلي
- هانزا روستوك
- نادي يورغوردينس

## روابط خارجية
- أندرياس داهلن على موقع اتحاد السويد (السويدية)
- أندرياس داهلن على موقع قاعدة بيانات كرة القدم.إي يو (الإنجليزية)
- أندرياس داهلن على موقع بيانات كرة القدم. دي إي (الألمانية)
- أندرياس داهلن على موقع Soccerway.com (الإنجليزية)
- أندرياس داهلن على موقع عالم كرة القدم.نت (الإنجليزية)